# St. Michael (Donaurieden)

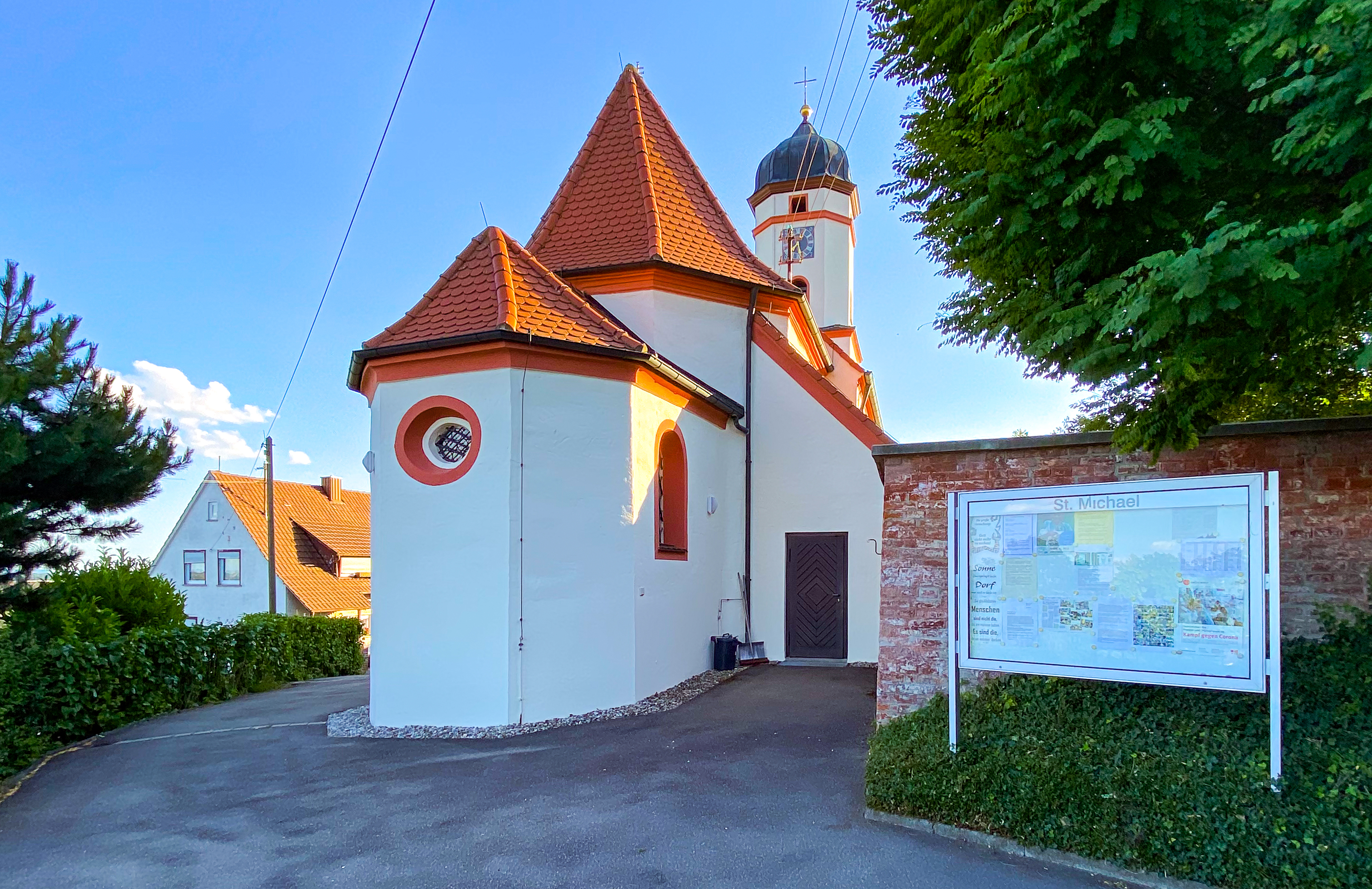
St. Michael in Donaurieden

Die römisch-katholische Pfarrkirche St. Michael steht in Donaurieden, einem Gemeindeteil der Kleinstadt Erbach im Alb-Donau-Kreis in Baden-Württemberg. Die Kirchengemeinde gehört zum Dekanat Ehingen-Ulm der Diözese Rottenburg-Stuttgart. Sie ist beim Landesamt für Denkmalpflege Baden-Württemberg als Baudenkmal eingetragen.

## Beschreibung
Die vorhandene Kapelle wurde 1762–64 vergrößert und zur Saalkirche ausgebaut. Sie besteht aus einem Langhaus, einem eingezogenen, dreiseitig geschlossenen gotischen Chor des Vorgängerbaus im Osten, an den eine Kapelle angebaut ist, und einem Fassadenturm auf quadratischem Grundriss im Westen, dessen oberer, achteckiger Bereich die Turmuhr und den Glockenstuhl beherbergt, und der mit einer Zwiebelhaube bedeckt ist.